# Los Limones, Amacuzac
Los Limones är en ort i Mexiko.   Den ligger i kommunen Amacuzac och delstaten Morelos, i den sydöstra delen av landet, 100 km söder om huvudstaden Mexico City. Los Limones ligger 948 meter över havet och antalet invånare är 137.
Terrängen runt Los Limones är varierad. Runt Los Limones är det ganska tätbefolkat, med 104 invånare per kvadratkilometer. Närmaste större samhälle är Puente de Ixtla, 9,4 km öster om Los Limones. Omgivningarna runt Los Limones är en mosaik av jordbruksmark och naturlig växtlighet.